# Дальгрен, Лоттен
Эва Карлотта Каролина (Лоттен) Дальгрен (швед. Eva Charlotta Carolina (Lotten) Dahlgren; 23 апреля 1851, Стокгольм — 14 января 1934, Юрсхольм) — шведская писательница и журналистка.

## Биография и творчество
Лоттен Дальгрен родилась в 1851 году в Стокгольме. Её родителями были известный поэт Фредрик Август Дальгрен и Ульрика фон Хеланд. Лоттен посещала частную школу для девочек, а затем училась языкам за границей, в том числе в Женеве. По возвращении в Швецию она некоторое время работала учительницей, но её больше привлекало литературное творчество. Написав несколько книг для детей, она занялась журналистикой и к концу 1880-х годов стала членом редакции Aftonbladet. В 1887 году Дальгрен была избрана одним из руководящих членов Общества Фредрики Бремер (Fredrika-Bremer-Förbundet) и с 1891 по 1907 год была главным редактором журнала «Dagny», издаваемого Обществом. Кроме того, по инициативе Общества она читала лекции для женщин-рабочих в Лильехольмене.
В 1905 году Лоттен Дальгрен опубликовала книгу «Ransäter. Värmländska släktminnen från adertonhundratalets förra hälft upptecknade», в основу которой легла история её семьи. Книга имела большой успех, и Эллен Кей даже посоветовала писательнице оставить редакторскую работу, чтобы полностью посвятить себя литературному творчеству. В 1907 году Дальгрен опубликовала «Ur Ransäters familjearkiv. Dagboks- och brefutdrag sammanförda», за которой последовало несколько других книг в том же роде, основанных на письмах и документах из семейного архива.
Лоттен Дальгрен известна в первую очередь как автор мемуаров. Однако она также писала книги в биографическом жанре, в том числе о Фредрике Лимнелль, Георге Адлерспарре и Йенни Линд. В 1921 году она была награждена Медалью Литературы и искусств.
Лоттен Дальгрен умерла в 1934 году в Юрсхольме и была похоронена на Северном кладбище в Сольне.